# كيلي كيلهير
كيلي كيلهير (بالإنجليزية: Keely Kelleher)‏ هي متزحلقة أمريكية، ولدت في 12 أغسطس 1984 في بوزيمان في الولايات المتحدة.

## وصلات خارجية
- كيلي كيلهير على موقع الاتحاد الدولي للتزلج (التزلج على المنحدرات الثلجية) (الإنجليزية)
- كيلي كيلهير على موقع اللجنة الأولمبية الدولية (الإنجليزية)